# 2015-ös Formula–1 abu-dzabi nagydíj
Az abu-dzabi nagydíj volt a 2015-ös Formula–1 világbajnokság tizenkilencedik, egyben utolsó futama, amelyet 2015. november 27. és november 29. között rendeztek meg az Egyesült Arab Emírségekbeli Yas Marina Circuit-en.

## Szabadedzések

### Első szabadedzés
Az abu-dzabi nagydíj első szabadedzését november 27-én, pénteken délután tartották.
| helyezés | versenyző        | csapat/motor         | elért idő | különbség | futott kör |
| -------- | ---------------- | -------------------- | --------- | --------- | ---------- |
| 1        | Lewis Hamilton   | Mercedes             | 1:43,754  | −         | 28         |
| 2        | Nico Rosberg     | Mercedes             | 1:43,895  | +0,141    | 32         |
| 3        | Kimi Räikkönen   | Ferrari              | 1:44,500  | +0,746    | 27         |
| 4        | Danyiil Kvjat    | Red Bull-Renault     | 1:44,702  | +0,948    | 23         |
| 5        | Sebastian Vettel | Ferrari              | 1:44,742  | +0,988    | 23         |
| 6        | Nico Hülkenberg  | Force India-Mercedes | 1:44,751  | +0,997    | 22         |
| 7        | Daniel Ricciardo | Red Bull-Renault     | 1:44,893  | +1,139    | 26         |
| 8        | Sergio Pérez     | Force India-Mercedes | 1:44,934  | +1,180    | 27         |
| 9        | Pastor Maldonado | Lotus-Mercedes       | 1:45,314  | +1,560    | 29         |
| 10       | Felipe Massa     | Williams-Mercedes    | 1:45,433  | +1,679    | 20         |
| 11       | Valtteri Bottas  | Williams-Mercedes    | 1:45,603  | +1,849    | 22         |
| 12       | Max Verstappen   | Toro Rosso-Renault   | 1:45,718  | +1,964    | 32         |
| 13       | Jenson Button    | McLaren-Honda        | 1:45,773  | +2,019    | 15         |
| 14       | Fernando Alonso  | McLaren-Honda        | 1:45,865  | +2,111    | 20         |
| 15       | Felipe Nasr      | Sauber-Ferrari       | 1:46,115  | +2,361    | 20         |
| 16       | Carlos Sainz Jr. | Toro Rosso-Renault   | 1:46,220  | +2,466    | 21         |
| 17       | Marcus Ericsson  | Sauber-Ferrari       | 1:46,407  | +2,653    | 29         |
| 18       | Jolyon Palmer    | Lotus-Mercedes       | 1:46,501  | +2,747    | 9          |
| 19       | Will Stevens     | Manor-Ferrari        | 1:48,836  | +5,082    | 19         |
| 20       | Roberto Merhi    | Manor-Ferrari        | 1:49,888  | +6,134    | 20         |

### Második szabadedzés
Az abu-dzabi nagydíj második szabadedzését november 27-én, pénteken este tartották.
| helyezés | versenyző        | csapat/motor         | elért idő | különbség | futott kör |
| -------- | ---------------- | -------------------- | --------- | --------- | ---------- |
| 1        | Nico Rosberg     | Mercedes             | 1:41,983  | −         | 39         |
| 2        | Lewis Hamilton   | Mercedes             | 1:42,121  | +0,138    | 31         |
| 3        | Sergio Pérez     | Force India-Mercedes | 1:42,610  | +0,627    | 23         |
| 4        | Daniel Ricciardo | Red Bull-Renault     | 1:42,647  | +0,664    | 37         |
| 5        | Sebastian Vettel | Ferrari              | 1:42,717  | +0,734    | 35         |
| 6        | Danyiil Kvjat    | Red Bull-Renault     | 1:42,798  | +0,815    | 34         |
| 7        | Kimi Räikkönen   | Ferrari              | 1:42,849  | +0,866    | 36         |
| 8        | Nico Hülkenberg  | Force India-Mercedes | 1:42,928  | +0,945    | 35         |
| 9        | Fernando Alonso  | McLaren-Honda        | 1:42,955  | +0,972    | 31         |
| 10       | Pastor Maldonado | Lotus-Mercedes       | 1:43,431  | +1,448    | 37         |
| 11       | Valtteri Bottas  | Williams-Mercedes    | 1:43,441  | +1,458    | 32         |
| 12       | Felipe Massa     | Williams-Mercedes    | 1:43,506  | +1,523    | 33         |
| 13       | Max Verstappen   | Toro Rosso-Renault   | 1:43,662  | +1,679    | 40         |
| 14       | Carlos Sainz Jr. | Toro Rosso-Renault   | 1:43,854  | +1,871    | 20         |
| 15       | Romain Grosjean  | Lotus-Mercedes       | 1:43,929  | +1,946    | 27         |
| 16       | Jenson Button    | McLaren-Honda        | 1:44,050  | +2,067    | 32         |
| 17       | Felipe Nasr      | Sauber-Ferrari       | 1:44,116  | +2,133    | 37         |
| 18       | Marcus Ericsson  | Sauber-Ferrari       | 1:45,245  | +3,262    | 28         |
| 19       | Will Stevens     | Manor-Ferrari        | 1:46,450  | +4,467    | 35         |
| 20       | Roberto Merhi    | Manor-Ferrari        | 1:47,022  | +5,039    | 27         |

### Harmadik szabadedzés
Az abu-dzabi nagydíj harmadik szabadedzését november 28-án, szombaton délután tartották.
| helyezés | versenyző        | csapat/motor         | elért idő  | különbség | futott kör |
| -------- | ---------------- | -------------------- | ---------- | --------- | ---------- |
| 1        | Nico Rosberg     | Mercedes             | 1:41,856   | −         | 20         |
| 2        | Lewis Hamilton   | Mercedes             | 1:42,137   | +0,281    | 20         |
| 3        | Sebastian Vettel | Ferrari              | 1:42,185   | +0,329    | 20         |
| 4        | Sergio Pérez     | Force India-Mercedes | 1:42,448   | +0,592    | 18         |
| 5        | Kimi Räikkönen   | Ferrari              | 1:42,627   | +0,771    | 18         |
| 6        | Daniel Ricciardo | Red Bull-Renault     | 1:42,726   | +0,870    | 15         |
| 7        | Nico Hülkenberg  | Force India-Mercedes | 1:42,859   | +1,003    | 18         |
| 8        | Felipe Massa     | Williams-Mercedes    | 1:43,173   | +1,317    | 24         |
| 9        | Valtteri Bottas  | Williams-Mercedes    | 1:43,239   | +1,383    | 19         |
| 10       | Carlos Sainz Jr. | Toro Rosso-Renault   | 1:43,429   | +1,573    | 22         |
| 11       | Jenson Button    | McLaren-Honda        | 1:43,508   | +1,652    | 15         |
| 12       | Pastor Maldonado | Lotus-Mercedes       | 1:43,680   | +1,824    | 18         |
| 13       | Felipe Nasr      | Sauber-Ferrari       | 1:43,718   | +1,862    | 24         |
| 14       | Max Verstappen   | Toro Rosso-Renault   | 1:43,826   | +1,970    | 19         |
| 15       | Romain Grosjean  | Lotus-Mercedes       | 1:43,928   | +2,072    | 21         |
| 16       | Fernando Alonso  | McLaren-Honda        | 1:44,014   | +2,158    | 13         |
| 17       | Marcus Ericsson  | Sauber-Ferrari       | 1:44,325   | +2,469    | 21         |
| 18       | Will Stevens     | Manor-Ferrari        | 1:47,283   | +5,427    | 16         |
| 19       | Roberto Merhi    | Manor-Ferrari        | 1:47,520   | +5,664    | 17         |
| 20       | Danyiil Kvjat    | Red Bull-Renault     | idő nélkül | –         | 2          |

## Időmérő edzés
Az abu-dzabi nagydíj időmérő edzését november 28-án, szombaton futották.
| helyezés              | rajtszám | versenyző        | csapat/motor         | 1. rész  | 2. rész    | 3. rész  | rajthely | futott kör |
| --------------------- | -------- | ---------------- | -------------------- | -------- | ---------- | -------- | -------- | ---------- |
| 1                     | 6        | Nico Rosberg     | Mercedes             | 1:41,111 | 1:40,979   | 1:40,237 | 1        | 12         |
| 2                     | 44       | Lewis Hamilton   | Mercedes             | 1:40,974 | 1:40,758   | 1:40,614 | 2        | 12         |
| 3                     | 7        | Kimi Räikkönen   | Ferrari              | 1:42,500 | 1:41,612   | 1:41,051 | 3        | 14         |
| 4                     | 11       | Sergio Pérez     | Force India-Mercedes | 1:41,983 | 1:41,560   | 1:41,184 | 4        | 18         |
| 5                     | 3        | Daniel Ricciardo | Red Bull-Renault     | 1:42,275 | 1:41,830   | 1:41,444 | 5        | 17         |
| 6                     | 77       | Valtteri Bottas  | Williams-Mercedes    | 1:42,608 | 1:41,868   | 1:41,656 | 6        | 19         |
| 7                     | 27       | Nico Hülkenberg  | Force India-Mercedes | 1:41,996 | 1:41,925   | 1:41,686 | 7        | 15         |
| 8                     | 19       | Felipe Massa     | Williams-Mercedes    | 1:42,303 | 1:42,349   | 1:41,759 | 8        | 20         |
| 9                     | 26       | Danyiil Kvjat    | Red Bull-Renault     | 1:42,540 | 1:42,328   | 1:41,933 | 9        | 22         |
| 10                    | 55       | Carlos Sainz Jr. | Toro Rosso-Renault   | 1:42,911 | 1:42,482   | 1:42,708 | 10       | 17         |
| 11                    | 33       | Max Verstappen   | Toro Rosso-Renault   | 1:42,889 | 1:42,521   |          | 11       | 14         |
| 12                    | 22       | Jenson Button    | McLaren-Honda        | 1:42,570 | 1:42,668   |          | 12       | 12         |
| 13                    | 13       | Pastor Maldonado | Lotus-Mercedes       | 1:42,929 | 1:42,807   |          | 13       | 13         |
| 14                    | 12       | Felipe Nasr      | Sauber-Ferrari       | 1:42,896 | 1:43,614   |          | 14       | 14         |
| 15                    | 8        | Romain Grosjean  | Lotus-Mercedes       | 1:42,585 | idő nélkül |          | 19[1]    | 11         |
| 16                    | 5        | Sebastian Vettel | Ferrari              | 1:42,941 |            |          | 15       | 7          |
| 17                    | 14       | Fernando Alonso  | McLaren-Honda        | 1:43,187 |            |          | 16       | 5          |
| 18                    | 9        | Marcus Ericsson  | Sauber-Ferrari       | 1:43,838 |            |          | 17       | 7          |
| 19                    | 28       | Will Stevens     | Manor-Ferrari        | 1:46,297 |            |          | 20[2]    | 7          |
| 20                    | 98       | Roberto Merhi    | Manor-Ferrari        | 1:47,434 |            |          | 18       | 8          |
| 107%-os idő: 1:48,189 |          |                  |                      |          |            |          |          |            |

Megjegyzés:
- ↑ 1:  — Romain Grosjean autójában váltót kellett cserélni, ezért 5 rajthelyes büntetést kapott.[2]
- ↑ 2:  — Will Stevens új vezérlőelektronikai elemek beszerelése miatt 5 rajthelyes büntetést kapott.[3]

## Futam
Az abu-dzabi nagydíj futama november 29-én, vasárnap rajtolt.
| helyezés | rajtszám | versenyző        | csapat/motor         | futott kör | idő/kiesés oka | rajthely   | pont |
| -------- | -------- | ---------------- | -------------------- | ---------- | -------------- | ---------- | ---- |
| 1        | 6        | Nico Rosberg     | Mercedes             | 55         | 1:38:30,175    | 1          | 25   |
| 2        | 44       | Lewis Hamilton   | Mercedes             | 55         | +8,271         | 2          | 18   |
| 3        | 7        | Kimi Räikkönen   | Ferrari              | 55         | +19,430        | 3          | 15   |
| 4        | 5        | Sebastian Vettel | Ferrari              | 55         | +43,735        | 15         | 12   |
| 5        | 11       | Sergio Pérez     | Force India-Mercedes | 55         | +1:03,952      | 4          | 10   |
| 6        | 3        | Daniel Ricciardo | Red Bull-Renault     | 55         | +1:05,010      | 5          | 8    |
| 7        | 27       | Nico Hülkenberg  | Force India-Mercedes | 55         | +1:33,618      | 7          | 6    |
| 8        | 19       | Felipe Massa     | Williams-Mercedes    | 55         | +1:37,751      | 8          | 4    |
| 9        | 8        | Romain Grosjean  | Lotus-Mercedes       | 55         | +1:38,201      | 18         | 2    |
| 10       | 26       | Danyiil Kvjat    | Red Bull-Renault     | 55         | +1:42,371      | 9          | 1    |
| 11       | 55       | Carlos Sainz Jr. | Toro Rosso-Renault   | 55         | +1:43,525      | 10         |      |
| 12       | 22       | Jenson Button    | McLaren-Honda        | 54         | +1 kör         | 12         |      |
| 13       | 77       | Valtteri Bottas  | Williams-Mercedes    | 54         | +1 kör         | 6          |      |
| 14       | 9        | Marcus Ericsson  | Sauber-Ferrari       | 54         | +1 kör         | 17         |      |
| 15       | 12       | Felipe Nasr      | Sauber-Ferrari       | 54         | +1 kör         | 14         |      |
| 16[1]    | 33       | Max Verstappen   | Toro Rosso-Renault   | 54         | +1 kör         | 11         |      |
| 17       | 14       | Fernando Alonso  | McLaren-Honda        | 53         | +2 kör         | 16         |      |
| 18       | 28       | Will Stevens     | Manor-Ferrari        | 53         | +2 kör         | 19         |      |
| 19       | 98       | Roberto Merhi    | Manor-Ferrari        | 53         | +2 kör         | boxutca[2] |      |
| ki       | 13       | Pastor Maldonado | Lotus-Mercedes       | 0          | baleset        | 13         |      |

Megjegyzés:
- ↑ 1:  — Max Verstappen eredetileg a 12. helyen ért célba, de utólag kapott egy 5 másodperces időbüntetést a pálya levágásáért, valamint egy további 20 másodperces időbüntetést a kék zászló figyelmen kívül hagyásáért.[4]
- ↑ 2:  — Roberto Merhi autójában felfüggesztés-elemeket cseréltek, ezzel pedig megsértették a parc fermé szabályait, így a boxutcából kellett rajtolnia.[5]

## A világbajnokság állása a verseny után (a vb végeredménye)
| H   | Versenyzők       | Pont | H   | Konstruktőrök        | Pont |
| --- | ---------------- | ---- | --- | -------------------- | ---- |
| 1.  | Lewis Hamilton   | 381  | 1.  | Mercedes             | 703  |
| 2.  | Nico Rosberg     | 322  | 2.  | Ferrari              | 428  |
| 3.  | Sebastian Vettel | 278  | 3.  | Williams-Mercedes    | 257  |
| 4.  | Kimi Räikkönen   | 150  | 4.  | Red Bull-Renault     | 187  |
| 5.  | Valtteri Bottas  | 136  | 5.  | Force India-Mercedes | 136  |
| 6.  | Felipe Massa     | 121  | 6.  | Lotus-Mercedes       | 78   |
| 7.  | Danyiil Kvjat    | 95   | 7.  | Toro Rosso-Renault   | 67   |
| 8.  | Daniel Ricciardo | 92   | 8.  | Sauber-Ferrari       | 36   |
| 9.  | Sergio Pérez     | 78   | 9.  | McLaren-Honda        | 27   |
| 10. | Nico Hülkenberg  | 58   | 10. | Manor-Ferrari        | 0    |

(A teljes táblázat)

## Statisztikák
- Vezető helyen:
  - Nico Rosberg: 43 kör (1-10), (12-30) és (42-55)
  - Lewis Hamilton: 12 kör (11) és (31-41)
- Nico Rosberg 14. győzelme és 22. pole-pozíciója.
- Lewis Hamilton 28. leggyorsabb köre.
- A Mercedes 45. győzelme.
- Nico Rosberg 41., Lewis Hamilton 87., Kimi Räikkönen 80. dobogós helyezése.
- A Force India 150. nagydíja.[6]
- A Lotus F1 Team utolsó nagydíja.
- A Mercedes a szezon folyamán összesen 12 alkalommal végzett az első két helyen, ami új rekord (az eddigi rekordot is a Mercedes tartotta, 2014-ben 11 alkalommal végeztek 1.-2. helyen).